# 즈번 온천

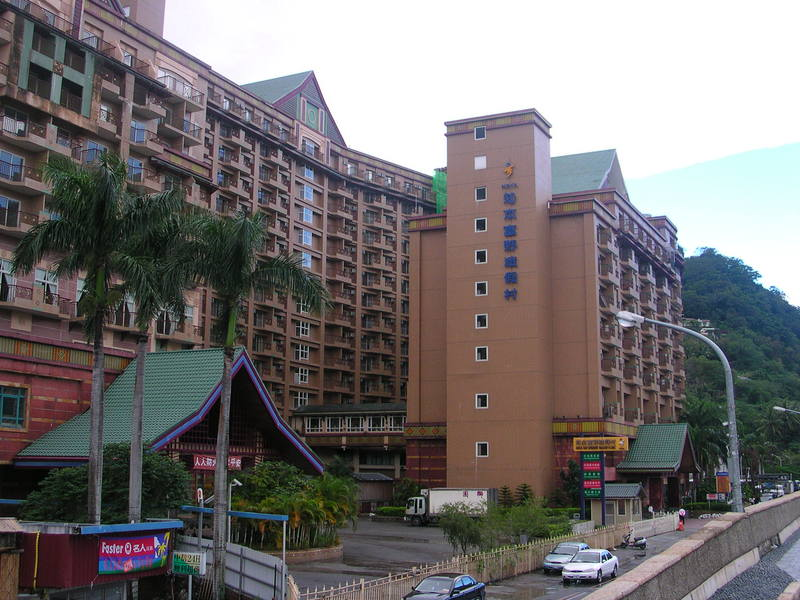
즈번 온천

즈번 온천(知本溫泉)은 타이완의 온천이다. 타이둥 현 베이난 향에 위치해있다.